# Фоздіново
Фоздіново (італ. Fosdinovo) — муніципалітет в Італії, у регіоні Тоскана,  провінція Масса-Каррара.
Фоздіново розташоване на відстані близько 320 км на північний захід від Рима, 110 км на захід від Флоренції, 15 км на північний захід від Масси.
Населення — 4909 осіб (2014).

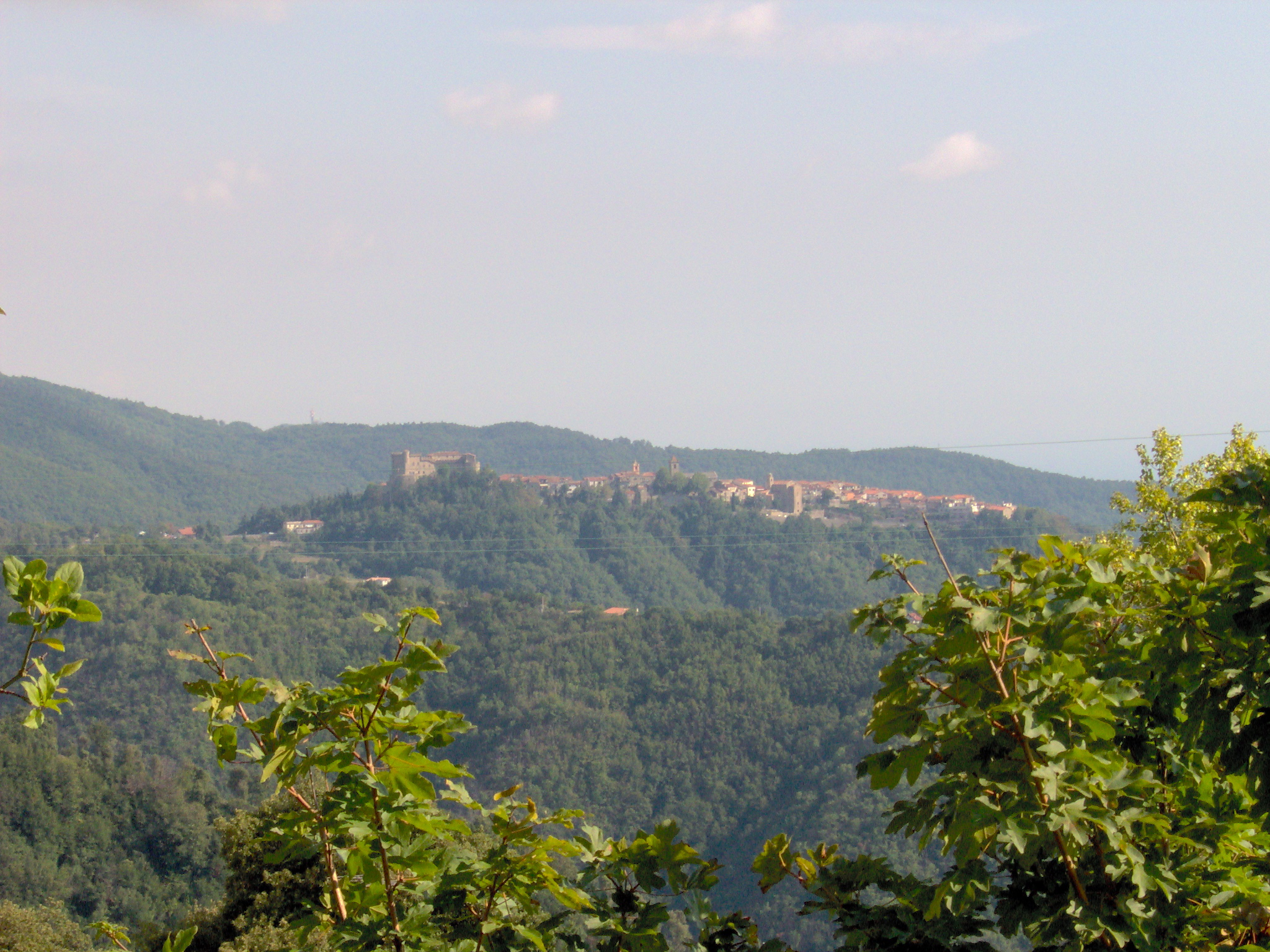

Щорічний фестиваль відбувається 1 жовтня. Покровитель — San Remigio.

## Демографія
Населення за роками:

Станом на 1 січня 2023 року в муніципалітеті офіційно проживало 227 іноземців з 40 країн, серед них 98 громадян країн Євросоюзу та 8 громадян України.

## Сусідні муніципалітети
- Аулла
- Каррара
- Кастельнуово-Магра
- Фівіццано
- Ортоново
- Сарцана

## Персоналії
- Тото Кутуньйо — популярний італійський співак та композитор.